# Lijst van voetbalinterlands Mauritanië - Sierra Leone
Deze lijst van voetbalinterlands is een overzicht van alle officiële voetbalwedstrijden tussen de nationale teams van Mauritanië en Sierra Leone. De landen speelden tot op heden zeven keer tegen elkaar. De eerste ontmoeting, een vriendschappelijke wedstrijd, werd gespeeld op 23 juli 1983 in Nouakchott. Het laatste duel, een vriendschappelijke wedstrijd, vond plaats in de Mauritaanse hoofdstad op 9 oktober 2020.

## Wedstrijden
| № | Plaats     | Datum            | Competitie                                        | Wedstrijd                 | Uitslag |
| - | ---------- | ---------------- | ------------------------------------------------- | ------------------------- | ------- |
| 1 | Nouakchott | 23 juli 1983     | Vriendschappelijk                                 | Mauritanië − Sierra Leone | 1 − 0   |
| 2 | Dakar      | 2 februari 1986  | Vriendschappelijk                                 | Sierra Leone − Mauritanië | 1 − 0   |
| 3 | Bamako     | 26 mei 1989      | Vriendschappelijk                                 | Sierra Leone − Mauritanië | 2 − 1   |
| 4 | Nouakchott | 28 november 1995 | Vriendschappelijk                                 | Mauritanië − Sierra Leone | 0 − 0   |
| 5 | Nouakchott | 21 juni 2015     | African Championship of Nations 2016 kwalificatie | Mauritanië − Sierra Leone | 2 − 1   |
| 6 | Nouakchott | 27 juni 2015     | African Championship of Nations 2016 kwalificatie | Sierra Leone − Mauritanië | 0 − 2   |
| 7 | Nouakchott | 9 oktober 2020   | Vriendschappelijk                                 | Mauritanië − Sierra Leone | 2 − 1   |

## Samenvatting
| Competitie                                   | Totaal gespeeld | Winst Mauritanië | Gelijk | Winst Sierra Leone | Doelsaldo Mauritanië – Sierra Leone |
| -------------------------------------------- | --------------- | ---------------- | ------ | ------------------ | ----------------------------------- |
| African Championship of Nations-kwalificatie | 2               | 2                | 0      | 0                  | 4 − 1                               |
| Vriendschappelijk                            | 5               | 2                | 1      | 2                  | 4 − 4                               |
| Totaal                                       | 7               | 4                | 1      | 2                  | 8 − 5                               |

FFRIM · A-internationals · Mauritaans vrouwenelftal
1960 – 1969 · 
1970 – 1979 · 
1980 – 1989 · 
1990 – 1999 · 
2000 – 2009 · 
2010 – 2019 ·
2020 − 2029
Algerije ·
Angola ·
Bahrein ·
Benin ·
Botswana ·
Burkina Faso ·
Burundi ·
Canada ·
Centraal-Afrikaanse Republiek ·
Comoren ·
Congo-Brazzaville ·
Congo-Kinshasa ·
Equatoriaal-Guinea ·
Egypte ·
Ethiopië ·
Gabon ·
Gambia ·
Guinee ·
Guinee-Bissau ·
Irak ·
Ivoorkust ·
Jemen ·
Jordanië ·
Kaapverdië ·
Kameroen ·
Kenia ·
Lesotho ·
Libanon ·
Liberia ·
Libië ·
Madagaskar ·
Mali ·
Marokko ·
Mauritius ·
Mozambique ·
Niger ·
Oeganda ·
Oman ·
Palestina ·
Rwanda ·
Saoedi-Arabië ·
Senegal ·
Sierra Leone ·
Soedan ·
Somalië ·
Syrië ·
Tanzania ·
Togo ·
Tunesië ·
Verenigde Arabische Emiraten ·
Zambia ·
Zimbabwe ·
Zuid-Afrika ·
Zuid-Jemen ·
Zuid-Soedan
SLFA · 
A-internationals · 
Sierra Leoons vrouwenelftal
1966 – 1979 · 
1980 – 1989 · 
1990 – 1999 · 
2000 – 2009 · 
2010 – 2019 ·
2020 − 2029
Algerije ·
Angola ·
Benin ·
Burkina Faso ·
Burundi ·
China ·
Comoren ·
Congo-Brazzaville ·
Congo-Kinshasa ·
Djibouti ·
Egypte ·
Equatoriaal-Guinea ·
Ethiopië ·
Gabon ·
Gambia ·
Ghana ·
Guinee ·
Guinee-Bissau ·
Irak ·
Iran ·
Ivoorkust ·
Jordanië ·
Kaapverdië ·
Kameroen ·
Kenia ·
Lesotho ·
Liberia ·
Malawi ·
Mali ·
Marokko ·
Mauritanië ·
Niger ·
Nigeria ·
Sao Tomé en Principe ·
Senegal ·
Seychellen ·
Soedan ·
Somalië ·
Swaziland ·
Togo ·
Tsjaad ·
Tunesië ·
Zambia ·
Zuid-Afrika